# Wesselsita
La wesselsita és un mineral de la classe dels silicats que pertany al grup de la gil·lespita. Anomenada així per la seva localitat tipus: la mina Wessels, a Sud-àfrica.

## Característiques
La wesselsita és un silicat de fórmula química SrCu[Si₄O10]. Cristal·litza en el sistema tetragonal. La seva duresa a l'escala de Mohs és 4 a 5.
Segons la classificació de Nickel-Strunz, la wesselsita pertany a «09.EA: Fil·losilicats, amb xarxes senzilles de tetraèdres amb 4-, 5-, (6-), i 8-enllaços» juntament amb els següents minerals: gil·lespita, effenbergerita, cuprorivaïta, ekanita, apofil·lita-(KF), apofil·lita-(KOH), apofil·lita-(NaF), magadiïta, dalyita, davanita, sazhinita-(Ce), sazhinita-(La), okenita, nekoïta, cavansita, pentagonita, penkvilksita, tumchaïta, nabesita, ajoïta, zeravshanita, bussyita-(Ce) i plumbofil·lita.

## Formació i jaciments
Es forma en un dipòsit de manganès de tipus sedimentari alterat hidrotermalment. Va ser descoberta a la mina Wessels, a la localitta de Hotazel (Cap Septentrional, Sud-àfrica), on s'associa a hennomartinita, sugilita, pectolita, xonotlita i quars. També ha estat descrita al xenòlit CS-034 de la pedrera Caspar, a la localitat d'Ettringen (Renània-Palatinat, Alemanya), quan s'estudiava una nova espècie anomenada alfredcasparita. Aquests dos indrets són els únics de tot el planeta on ha estat descrita aquesta espècie mineral.